# Bangalore Days
Bangalore Days è un film del 2014 diretto da Anjali Menon.

## Trama
Tre cugini del Kerala che si trasferiscono a Bangalore per realizzare i loro sogni.
- Kuttan si innamora di una hostess ma scopre che lei è una imbrogliona, che ha inscenato una commedia per ingelosire il marito.
- Arjun segue le corse a cavallo e si innamora di una telecronista che frequenta però solo al telefono,  e quando decidono di uscire,  scopre che ha difetti di deambulazione.
- Divya è un giovane che trova lavoro in una industria,  sposando la figlia di un importante imprenditore, ma è costretto a fare lo stachanovista. Per questo scappa da casa e si sposa con il suo vero amore.

## Colonna sonora
Musiche di Gopi Sunder.
1. Vijay Yesudas, Sachin Warrier, Divya S. Menon – Maangalyam – 3:50
2. Gopi Sunder, Bryan Adams – Nam Ooru Bengaluru – 3:01
3. Haricharan – Ethu Kari Raavilum – 5:29
4. Siddharth Menon – Thumbi Penne – 5:06
5. Nazriya Nazim, Gopi Sunder – Ente Kannil Ninakkai – 5:19